# Kwak (bière)
Pour les articles homonymes, voir Kwak.
 (juillet 2017).
Kwak est une bière belge.
Originellement ambrée, la bière Kwak est brassée par la brasserie Bosteels. Son taux d'alcool est de 8,4 %.
Sa particularité est d'être servie dans un verre à la forme particulière, le « verre à cocher ». Selon la brasserie, ce verre aurait été créé à l'intention de ces derniers, sa forme leur permettant d'accrocher le verre à la calèche pour la consommer sans en descendre. 
À partir du 14 mars 2022 les versions Blonde et Rouge ont été ajoutées à la gamme.

## Origine du nom
La légende veut que le nom de la bière provienne du bruit que l'on entend quand on boit son verre cul-sec, et que l'air remonte dans celui-ci, laissant entendre le fameux « kwak ». Il s'agit en fait du nom de l'inventeur de la bière, en 1791, le brasseur Pauwel Kwak.

## Histoire du "verre à cocher"
Pauwel Kwak détenait un relais le "De Horn" (signifiant "Le Cor") dans la ville de Termonde en Flandre, sur la route entre Malines et Gand. A cette époque, la Flandre fait partie du Premier Empire français et une nouvelle loi édictée par Napoléon Bonaparte interdit aux cochers de mettre pied à terre lors des haltes dans les relais.
L'aubergiste eut alors l'idée de ce verre qui, grâce à son support en bois accroché aux diligences, permettait aux cochers de boire sans descendre de voiture. La forme et la fixation du verre lui permettaient de rester bien en place lors des secousses du chemin.
Le verre et son support en bois sont demeurés inchangés jusqu'à ce jour .

## Fabrication
Fabriquée à partir de malt légèrement grillé, et en quantité normale, cette bière est de fermentation haute (entre 15 et 25 °C), et est filtrée avant sa mise en bouteille. Ses ingrédients principaux sont l'eau, le malt d'orge, le houblon, le sucre et la levure.